# Monts Riphées

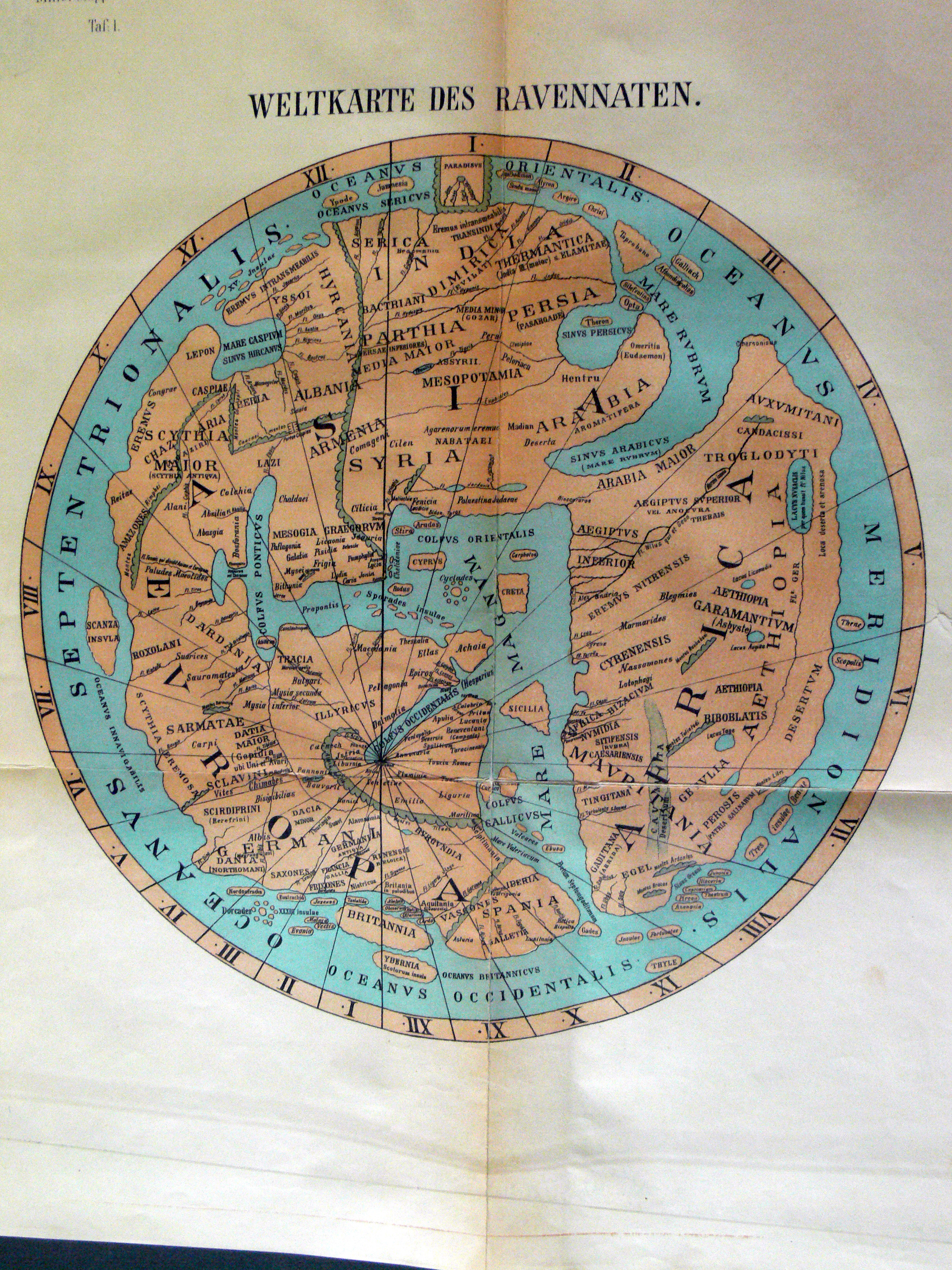
Carte réalisée au XIXe à partir des informations contenues dans la cosmographie de Ravenne. Les monts Riphées y apparaissent à gauche, ceinturant le pays des Amazones.

Les Monts Riphées (ou Rhipées, Ripées) sont une chaîne de montagnes, à caractère plus ou moins mythique, que les Grecs plaçaient vaguement dans des parages septentrionaux, et qu’ils éloignaient de plus en plus à mesure qu’ils acquéraient des connaissances plus étendues.
Mentionnés pour la première fois par Alcman, au VIIIe siècle av. J.-C., ils sont cités aussi par Apollonios de Rhodes, Aristote, Eschyle, Hécatée de Milet, Hippocrate, Pline l'Ancien, Pomponius Mela, Ptolémée, Sénèque, le Liber monstrorum et d'autres encore. Ces monts, qui paraissent quelquefois se confondre avec les monts Hyperboréens, étaient représentés comme très froids et couverts de neige. Pour plusieurs auteurs, c'est de là que souffle Borée.
Ils ont pu correspondre au Tchardagh, au Balkan, aux Carpates ou à l’Oural, mais aussi aux Alpes du Nord.